# Aşağı Ləgər (Xaçmaz)
Aşağı Ləgər è un comune dell'Azerbaigian situato nel distretto di Xaçmaz. Conta una popolazione di 325 abitanti.